# Крячко Михайло Валерійович
Михайло Валерійович Крячко (нар. 24 травня 1980, м. Запоріжжя) — український підприємець, політик. Народний депутат України 9-го скликання.

## Життєпис

### Освіта
Закінчив Гуманітарний університет «Запорізький інститут державного та муніципального управління» (спеціальність «Соціальна робота»), Дніпропетровський регіональний інститут державного управління Національної академії державного управління при Президентові України (отримав ступінь магістра держуправління).

### Трудова діяльність
Операційний директор компанії SMMSTUDIO. 2011—2014 рр. — приватний підприємець, керівник освітнього проекту «Політичний практикум». 2003—2011 рр. — працював в управлінні праці та соціального захисту населення, був завідувачем сектору аналітичної та методичної роботи і планування в організаційному відділі апарату Запорізької обласної державної адміністрації.

## Політична діяльність
Довірена особа кандидата на пост Президента України Володимира Зеленського.
Кандидат у народні депутати від партії «Слуга народу» на парламентських виборах 2019 року, № 61 у списку. На час виборів: операційний директор ТОВ «ЕСЕМЕМСТУДІО», член партії «Слуга народу». Проживає в м. Запоріжжі.
Голова Комітету Верховної Ради України з питань цифрової трансформації у Верховній Раді України IX скликання.